# 케플러 (음악 그룹)
케플러(Kep1er)는 대한민국의 웨이크원, 클렙엔터테인먼트 소속 7인조 프로젝트 다국적 걸 그룹이다. 《Girls Planet 999》를 통해 데뷔했다.
현재 멤버 서영은은 건강상의 이유로 활동 중단하여 6인 체제로 팀 활동 중에 있다.

## 활동

### 2021년
2021년 10월 22일에 걸스플래닛999 : 소녀대전의 마지막화가 방송되었고 데뷔조 멤버 9명과 그룹명 Kep1er(케플러)가 결정되었다.
2021년 12월 4일 현장 스태프의 코로나19 양성 판정으로 데뷔가 12월 14일에서 1월 3일로 미루어졌다.
2021년 12월 10일 마마 어워즈를 통해서 데뷔할 예정이었으나 역시 코로나 19 문제로 무산되었다.

### 2022년
2022년 1월 3일 미니 1집 《FIRST IMPACT》 앨범으로 정식 데뷔하였다.
데뷔앨범 초동 판매량이 데뷔 당일에만 총 15만장 이상의 앨범 판매고를 올리며 역대 걸그룹 데뷔 음반 중 가장 높은 1일 차 판매량을 달성하였고, 데뷔 주간에는 역대 걸그룹 데뷔 앨범 최다인 20만 6500여장을 기록하였으며, 1월 25일에는 한터차트 역대 걸그룹 데뷔 최초로 초동 실버 인증패를 수상하였다.
2022년 1월 13일 엠카운트다운을 통해서 데뷔 10일만에 첫 1위를 차지하였다.
2022년 1월 14일 KBS 뮤직뱅크에서 데뷔 11일만에 역대 걸그룹 데뷔 최단기 공중파 1위를 달성하였다.
2022년 1월 20일 엠카운트다운에서 2주 연속으로 1위를 차지하였다.
2022년 3월 31일부터 6월 1일까지 엠넷에서 방영된 퀸덤 2에 참가하였다.
2022년 6월 20일 미니 2집 《DOUBLAST》 앨범으로 컴백하였다.
2집 앨범 초동 판매량이 28만 7천 1백장 이상을 기록하며 종전의 자체 기록인 20만 6천 5백장을 경신하였다.
2022년 7월 1일 KBS 뮤직뱅크에서 1집 데뷔 앨범에 이어 다시 한번 지상파 1위를 차지하였다.
2022년 7월 10일 HallyuPopFest 런던, 8월 14일 HallyuPopFest 시드니, 8월 20일 KCON 로스앤젤레스에 참가하였다.
2022년 9월 7일 싱글 앨범 《FLY-UP》을 발매하며 일본에 정식으로 데뷔하였다.
2022년 9월 9일 일본 최고의 간판 음악 프로그램인 TV 아사히 뮤직 스테이션(엠스테)에 출연하여 엔딩을 장식하였다.
2022년 9월 10일과 11일 양일간에 걸쳐 3회의 일본 쇼케이스 단독 콘서트를 개최하여 전석을 매진시키며 총 2만 7천명의 관객을 동원하였다.
싱글 앨범 FLY-UP은 오리콘 차트 일간 1위, 주간 2위, 빌보드 재팬 주간 2위를 기록하였고, 데뷔곡 WA DA DA (와다다)는 빌보드 재팬 및 오리콘 차트 1억 스트리밍 기록을 세우며 국내를 넘어 일본에서도 괴물 신인다운 커리어 행진을 이어가고 있다.
일본 정식 데뷔 전부터 다수의 현지 인기 잡지매거진 표지 장식, 현지 지상파 음악방송 출연, 데뷔 쇼케이스 전석 매진, 한국 여자 아이돌 데뷔곡 중 역대 최단기간 일본레코드협회 골드 인증 등 신드롬급 인기 행진을 보여주고 있다.
2022년 9월 9일에 MBC 《2022 추석특집 아이돌스타 선수권대회(아육대)》 댄스스포츠 종목에 션샤오팅이 출전하여 케플러에 첫 금메달을 안겨 주었다.
나머지 멤버들은 육상 종목에 출전하였으나 모두 예선 탈락하였다.
2022년 10월 10일 서울 SK올림픽핸드볼경기장에서 데뷔 첫 단독 팬미팅 《2022 Kep1er FAN MEETING <Kep1anet> (케플래닛)》을 성황리에 개최하였다.
2022년 10월 14일부터 16일까지 3일동안 열린 KCON 재팬 마지막날에 참가하여 피날레를 장식하였다.
2022년 10월 13일 미니 3집 《TROUBLESHOOTER》 앨범으로 컴백하였다.
9월 일본 데뷔 앨범 《FLY-UP》을 발매한지 불과 1달만의 컴백이었다.
그 여파로 3집 앨범 초동 판매량은 25만 2천 8백장으로, 2집 앨범 초동 판매량보다 떨어졌다.
하지만 미니 1집, 2집, 3집 앨범 누적 판매량을 모두 합친 올해 앨범 누적 총판매량은 데뷔 10개월만에 100만장을 넘어서며 괴물 신인다운 면모를 여실히 보여주었다.
11월 6일 SBS 인기가요에서 《핫스테이지》 1위를 수상하였다.
또한, 일본 데뷔 싱글 앨범 《FLY-UP》 판매량도 10만장을 넘어서며 일본레코드협회로부터 골드 인증도 받았다.
2022년 11월 29일 케플러 데뷔 후 처음으로 마마 어워즈에 참가하였다.
2021년 12월 10일 MAMA를 통해 데뷔하려던 것이 코로나로 무산되면서 결국 1년이 지나고서야 처음 참가하게 된 것이다.
케플러는 이날 아이브, 엔믹스, 르세라핌과 함께 〈페이보릿 뉴 아티스트〉(특별 신인상)를 수상하였다.
또한, 케플러는 아이브, 뉴진스, 르세라핌, 엔믹스와 함께 콜라보 무대와 합동 무대를 가졌다.
2022년 12월 13일 일본에서 열린 아시아 아티스트 어워즈에 참가하여 가수 부문 〈뉴웨이브상〉과 〈베스트 초이스상〉을 수상하였다.
2022년 12월 16일 KBS 가요대축제에 출연하였다.
2022년 12월 30일 일본 레코드 대상에 참가하여 특별상을 수상하였다.
2022년 12월 31일 MBC 가요대제전에 출연하여 해넘이와 새해를 맞이하였다.

### 2023년
2023년 1월 19일 서울 송파구 올림픽공원 KSPO DOME(옛 체조경기장)에서 열린 제32회 서울가요대상 시상식에 참가하여 〈뉴웨이브 스타상〉을 수상하였다.
2023년 2월 11일 서울 송파구 잠실 실내체육관에서 열린 《30주년 한터뮤직어워즈 2022》 시상식에 참가하여 뉴진스와 함께 〈여자 신인상(올해의 루키상)〉을 수상하였다.
2023년 2월 18일 서울 송파구 올림픽공원 KSPO DOME(옛 체조경기장)에서 열린 《써클차트 뮤직 어워즈 2022》 시상식에 참가하여 〈올해의 가수상(2022년 1월 음원부문)〉을 수상하였다.
2023년 3월 15일 두번째 일본 싱글 앨범 《FLY-BY》를 발매하였다.
오리콘 차트에서 주간 3위를 차지하였다.
또한, 첫번째 일본 싱글 앨범에 이어 연속으로 10만장 이상의 음반 판매량을 돌파하여 일본레코드협회로부터 골드 인증을 받았다.
2023년 4월 10일 미니 4집 《LOVESTRUCK!》 앨범으로 컴백하였다.
4집 앨범 초동 판매량은 16만 9천장으로 1집 데뷔 앨범 초동 판매량인 20만 6천장보다 약간 저조한 판매량이다.
2023년 5월 14일 일본 마쿠하리 멧세에서 개최된 케이콘 재팬 2023(KCON JAPAN 2023)에 참가하였다.
2023년 5월 17일 서울 고척스카이돔에서 열린 KBO리그 두산 vs 키움 경기에서 샤오팅이 시구를, 서영은이 시타를 하였다.
걸스플래닛 출신으로 시구는 체리블렛 멤버 지원이 2019년 9월 21일 기아 vs 두산 경기에서 시구를 하였지만 2021년 8월 걸스플래닛이 시작되기 이전이므로 사실상 샤오팅이 최초이다. 시타는 2022년 5월 21일 LG vs SSG 경기에서 시타를 한 빌리 멤버 션(김수연)이 최초이고, 2022년 8월 3일 SSG vs 키움 경기에서 시타를 한 라필루스 멤버 샤나가 두번째이며, 서영은이 세번째이다.
2023년 5월 20일과 21일 양일간 도쿄 국립 요요기 경기장 제1체육관에서 'Kep1er JAPAN CONCERT TOUR 2023 <FLY-BY> (케플러 재팬 콘서트 투어 2023 <플라이 바이>)'를 개최하였다.
케플러의 첫 단독 콘서트이고 첫 일본 아레나 투어의 첫 공연이었다.
걸스플래닛 출신으로 일본 아레나 투어는 케플러가 최초이다.
2023년 5월 24일 대전 국립 한밭대학교 대동제에 초청되었다.
케플러의 첫 대학교 축제이다.
WA DA DA, We Fresh, Up!, Back to the City, Giddy 5곡을 공연하였다.
걸스플래닛 출신으로 대학교 축제는 빌리 멤버 션(김수연)이 최초이고, 아이칠린 멤버 정지윤이 두번째이며, 라임라잇 멤버 이토 미유가 세번째이고, 케플러가 4번째이다.
2023년 5월 25일 경기도 수원 아주대학교 원천대동제에 초청되었다.
케플러의 두번째 대학교 축제이다.
Giddy, LVLY, Up!, Back to the City, WA DA DA 5곡을 공연하였다.
2023년 6월 2일과 3일 양일간 아이치현 아이치 스카이 엑스포 홀에서 'Kep1er JAPAN CONCERT TOUR 2023 <FLY-BY> (케플러 재팬 콘서트 투어 2023 <플라이 바이>)' 아레나 투어 두번째 공연을 성료하였다.
2023년 6월 10일과 11일 양일간 효고현 고베 월드 기념홀에서 ‘Kep1er JAPAN CONCERT TOUR 2023 <FLY-BY> (케플러 재팬 콘서트 투어 2023 <플라이 바이>)’ 일본 아레나 투어 마지막 세번째 공연을 성료하였다.
이로써, 케플러는 첫 일본 아레나 투어를 성황리에 모두 마쳤다.
2023년 9월 25일 미니 5집 《Magic Hour》 앨범으로 컴백하였다.
연세대학교 백주년기념관 콘서트홀에서 ‘2023 Kep1er 2nd FAN MEETING 〈Kep1er’s Strange Market : 케플러의 수상한 상점〉’을 개최해 팬들을 만났다.
이번 팬미팅은 지난해 10월 개최했던 첫 번째 팬미팅 ‘2022 Kep1er FAN MEETING <Kep1anet>’ 이후 약 1년 만에 열린 팬미팅이다.
일본 도쿄 가든 시어터에서 일본 첫 단독 팬미팅 'Kep1er JAPAN FAN MEETING - Fairy Fantasia'를 개최했다.
27일 1회 8000석, 28일 2회 16000석. 총3회에 걸쳐 24000석을 가득 메우며 성황리에 마쳤다. 
2023년 11월 22일 세번째 일본 싱글 앨범 《FLY-HIGH》를 발매하였다.
2023년 11월 28일(화), 29일(수) 양일간 K-POP 시상식 최초로 일본 도쿄 돔에서 개최된 ‘2023 MAMA AWARDS'(2023 마마 어워즈)에 데뷔 후 두번째로 참가하였다.
케플러는 28일 첫째날에 출연하여 무대를 선보이고 〈페이보릿 아시안 여자 그룹〉상을 수상하였다.
29일 둘째날에는 샤오팅이 출연하여 르세라핌의 허윤진, 아이들의 민니와 함께 〈슈퍼 스테이지 : GODDESS AWAKENED〉 콜라보 무대를 선보였다. 샤오팅은 메두사로 변해 걸스플래닛에서 선보인 〈뱀(SNAKE)〉 무대보다 훨씬 진화한 압도적인 퍼포먼스로 좌중을 감탄시켰다.
2023년 12월 14일 필리핀 불라칸주 보카우에 필리핀 아레나에서 개최된 '2023 Asia Artist Awards IN THE PHILIPPINES (2023 아시아 아티스트 어워즈 인 더 필리핀, 이하 '2023 AAA')에 참가하여 〈아이콘상(가수 부문)〉을 수상하였다. 지난해 일본에서 열린 '2022 AAA'에서 〈뉴웨이브상(가수 부문)〉과 〈베스트 초이스상(가수 부문)〉을 받아 2관왕을 달성한 데 이어 2년 연속 수상에 성공하였다.
2023년 12월 15일 '2023 뮤직뱅크 글로벌 페스티벌'로 명칭을 바꾼 한국과 일본 양국에서 열린 KBS 가요대축제에 참가하였다. 파트1과 파트2로 나뉘어 방송했는데, 파트1은 한국 
KBS홀에서 생방송으로 진행되었고, 이어진 파트2는 12월 9일 일본 사이타마 베루나 돔에서 열린 무대를 녹화방송으로 진행되었다. 케플러는 일본에서 인기가 많은 만큼 파트2에 배정되었다.
2023년 12월 31일 MBC 가요대제전에 출연하여 해넘이와 새해를 맞이하였다.

### 2024년
2024년 2월 17일 서울 동대문디자인플라자에서 열린 《31주년 한터뮤직어워즈 2023》 시상식 첫째날에 참가하여 〈파퓰러 글로벌 그룹상〉을 수상하였다.
2024년 2월 23일, 24일, 25일 3일간 일본 치바현 〈마쿠하리멧세 이벤트 홀〉에서 팬콘서트 《Kep1er JAPAN FAN CONCERT 2024 <𝑭𝑳𝒀-𝑯𝑰𝑮𝑯>》를 성료하였다.
2024년 3월 2일, 3일 양일간 일본 고베시 〈고베 월드 기념 홀〉에서 팬콘서트 《Kep1er JAPAN FAN CONCERT 2024 <𝑭𝑳𝒀-𝑯𝑰𝑮𝑯>》를 성료하였다.
2024년 5월 8일 첫 일본 정규 앨범 'Kep1going(켑원고잉)'을 발표하였다.
2024년 5월 30일 소속사 웨이크원과 스윙엔터테인먼트는 케플러 멤버 9명 중 7명과 그룹 활동 연장을 위한 재계약에 합의했다고 밝혔다.
재계약을 맺은 멤버는 최유진, 션샤오팅, 김채현, 김다연, 히카루, 휴닝바히에, 서영은이다.
2024년 6월 3일 첫 한국 정규 앨범 'Kep1going on (켑원고잉 온)'을 발표하였다. 9인조로서는 마지막 앨범이었다. 
이날 오후 서울 광진구 예스24라이브홀에서 케플러 첫 정규앨범 'Kep1going On'(켑원고잉온) 발매 기념 쇼케이스가 열렸다. 저녁에는 팬쇼케이스를 통해 타이틀곡 ‘Shooting Star’와 수록곡이자 팬송인 ‘Dear Diary(디어 다이어리)’ 무대를 공개했으며 다양한 토크와 코너로 오래 기다려온 팬들의 갈증을 해소했다.
2024년 6월 12일 한국 정규 1집 앨범 타이틀곡 〈Shooting Star〉 로 MBC M 쇼 챔피언에서 첫 1위를 차지하여 《챔피언 송》을 수상하였다.
2024년 6월 30일 SBS 인기가요에서 《핫스테이지》 1위를 수상하였다.
2024년 7월 13일, 14일, 15일 3일간 일본 요코하마 〈K-아레나 요코하마〉에서 9인조 마지막 콘서트인 《Kep1er JAPAN CONCERT 2024 <𝐊𝐞𝐩𝟏𝐠𝐨𝐢𝐧𝐠>》을 성료하였다. 
마시로와 강예서는 이 콘서트를 끝으로 케플러 활동을 종료하였다.
2024년 9월 7일 일본 오사카 교세라 돔에서 개최된 2024 더팩트 뮤직 어워즈(2024 THE FACT MUSIC AWARDS, TMA)의 1일차 시상식에서 《글로벌 제너레이션상》을 수상하였다.
2024년 9월 16일 MBC 《2024 추석특집 아이돌스타 선수권대회(아육대)》 육상 종목에 션샤오팅이 출전하여 케플러에 첫 금메달을 안겨 주었다. 샤오팅은 2022년 아육대 댄스스포츠 금메달에 이어 2회 연속 금메달을 획득하였다. 9월 18일 양궁 혼성 단체에서도 금메달을 획득하여 대회 2관왕이 되었다. 육상 계주에서는 막판 샤오팅이 분전했으나 아쉽게 은메달을 획득하였다.
2024년 9월 30일, 클렙엔터테인먼트와 계약을 체결하였다.
2024년 11월 1일 한국 미니 6집 〈TIPI-TAP〉을 발매하며 7인 체제 첫 컴백을 하였다.
2024년 11월 10일 SBS 인기가요에서 《핫스테이지》 1위를 수상하였다.
2024년 11월 12일 SBS M 《더 쇼 시즌7》에서 첫 1위를 차지하여 《더 쇼 초이스》를 수상하였다.
또한, 데뷔 이후 최초로 빌보드 차트에도 입성하였다.
2024년 11월 13일 MBC M 쇼 챔피언에서 《STAGE CHAMPION(스테이지 챔피언)》 1위를 수상하였다.
2024년 11월 15일 서울 동대문구 경희대학교 평화의 전당에서 열린 《제1회 틱톡 어워즈 코리아 2024》 시상식에서 〈베스트 퍼포먼스상〉을 수상하였다.
2024년 11월 20일 데뷔 이후 최초로 빌보드 메인 앨범 차트인 《빌보드 200》에 147위로 첫 입성하였다.
2024년 12월 20일 킨텍스에서 열린 KBS 가요대축제에 참가하였다.

### 2025년
2025년 1월 5일 타이베이 아레나에서 개최된 ‘2025 슈퍼스타 홍백예능대상(2025 超級巨星紅白藝能大賞)’에 출연하였다.
2025년 1월 18일 마카오 The Venetian Arena에서 열린 2024 SUPERSOUND FESTIVAL(슈퍼사운드 페스티벌)에 참가하여 《올해의 여성그룹 퍼포먼스 부문 대상》을 수상하였다. 특히, 션샤오팅은 갓세븐 영재, 비투비 이민혁과 함께 공동 MC를 맡았다.
2025년 1월 29일 침사추이에서 개최된 홍콩의 대표적인 춘절 행사 ‘캐세이 인터내셔널 설 나이트 퍼레이드(Cathay International Chinese New Year Night Parade)’에 참가하여 카퍼레이드와 오프닝 무대를 장식하였다.
2025년 2월 6일 서울 중구 동대문 디자인 플라자(DDP)에서 열린 2025 F/W 서울패션위크(SFW) 패션쇼에 참석하였다.
2025년 2월 15일 ~ 16일 양일간 서울 성신여대 운정그린캠퍼스 대강당에서 첫 번째 팬콘 투어 '2025 케플러 팬콘 투어 '비욘드 더 스타'(2025 Kep1er FAN-CON TOUR 'BEYOND THE STAR')'를 성료했다.
2025년 8월 19일 한국 미니 7집 〈BUBBLE GUM〉을 발매하며 컴백을 하였다. 이번 활동에는 멤버 서영은의 건강상에 이유로 활동 중단하여 6인 체제로 팀 활동 하였다.

## 구성원
| 이름       | 소개 |
| ---------- | --- |
| 최유진     | - 본명 : 최유진(崔有眞) - 생년월일: 1996년 8월 12일(29세) - 출생지: 대한민국 전라북도 전주시 완산구 - 소속사 : 무소속 - 활동기간 : 2022년 1월 3일 ~ 현재 |
| 샤오팅     | - 본명: 션샤오팅(沈小婷, 심소정) - 생년월일: 1999년 11월 12일(25세) - 출생지: 중국 쓰촨성 - 소속사 : 무소속 - 활동기간 : 2022년 1월 3일 ~ 현재 |
| 김채현     | - 본명: 김채현(金采炫) - 생년월일: 2002년 4월 26일(23세) - 출생지: 대한민국 부산광역시 - 소속사 : 웨이크원 - 활동기간 : 2022년 1월 3일 ~ 현재 |
| 김다연     | - 본명 : 김다연(金多娟) - 생년월일: 2003년 3월 2일(22세) - 출생지: 대한민국 서울특별시 - 소속사 : 젤리피쉬 엔터테인먼트 - 활동기간 : 2022년 1월 3일 ~ 현재 |
| 히카루     | - 본명: 에자키 히카루(江崎 ひかる) - 생년월일: 2004년 3월 12일(21세) - 출생지: 일본 - 소속사 : 에이벡스 아티스트 아카데미 - 활동기간 : 2022년 1월 3일 ~ 현재 |
| 휴닝바히에 | - 본명: 바히에 잘레 휴닝(Bahiyyih Jaleh Huening)/정바히에(Jung Bahiyyih) - 생년월일: 2004년 7월 27일(21세) - 출생지: 대한민국, 미국 [복수국적] - 가족 : 투모로우바이투게더 휴닝카이(오빠) - 소속사 : 아이에스티 엔터테인먼트 - 활동기간 : 2022년 1월 3일 ~ 현재 |
| 서영은     | - 본명 : 서영은(徐永恩) - 생년월일: 2004년 12월 27일(20세) - 출생지: 대한민국 서울특별시 성동구 - 소속사 : 비스킷 엔터테인먼트 - 활동기간 : 2022년 1월 3일 ~ 현재                                                                                               |

### 이전 구성원
| 이름   | 소개 |
| ------ | --- |
| 마시로 | - 본명: 사카모토 마시로(坂本 舞白) - 생년월일: 1999년 12월 16일(25세) - 출생지: 일본 도쿄 - 소속사 : 143 엔터테인먼트 - 활동기간 : 2022년 1월 3일 ~ 2024년 7월 15일 |
| 강예서 | - 본명 : 강예서(姜睿序) - 생년월일: 2005년 8월 22일(19세) - 출생지: 대한민국 인천광역시 - 소속사 : 143 엔터테인먼트 - 활동기간 : 2022년 1월 3일 ~ 2024년 7월 15일   |

## 음반 목록

### 정규
한국
| 음반         | 정보                                                                                    | 써클 앨범 차트 | 써클 앨범 차트 | 써클 앨범 차트 | 써클 앨범 차트 | 초동(주간) | 총판매량 |
| 음반         | 정보                                                                                    | 주간           | 월간           | 상반기         | 연간           | 초동(주간) | 총판매량 |
| ------------ | --------------------------------------------------------------------------------------- | -------------- | -------------- | -------------- | -------------- | ---------- | -------- |
| Kep1going On | - 발매일: 2024년 6월 3일 - 레이블: 웨이크원, 스윙, 지니뮤직 - 포맷: CD, 디지털 다운로드 | 5              | 16             | 86             | -              | 63,334     | 89,033+  |

일본
| 음반      | 정보                                                                     | 오리콘 앨범 차트 | 오리콘 앨범 차트 | 오리콘 앨범 차트 | 오리콘 앨범 차트 | 초동(주간) | 총판매량 |
| 음반      | 정보                                                                     | 일간             | 주간             | 월간             | 연간             | 초동(주간) | 총판매량 |
| --------- | ------------------------------------------------------------------------ | ---------------- | ---------------- | ---------------- | ---------------- | ---------- | -------- |
| Kep1going | - 발매일: 2024년 5월 8일 - 레이블: 소니 뮤직 - 포맷: CD, 디지털 다운로드 | 2                | 3                |                  |                  | 65,709     |          |

### EP
한국
| 음반                                      | 정보 | 써클 앨범 차트 | 써클 앨범 차트 | 써클 앨범 차트 | 써클 앨범 차트 | 초동(주간) | 총판매량 |
| 음반                                      | 정보 | 주간           | 월간           | 상반기         | 연간           | 초동(주간) | 총판매량 |
| ----------------------------------------- | --- | -------------- | -------------- | -------------- | -------------- | ---------- | -------- |
| FIRST IMPACT                              | - 발매일: 2022년 1월 3일 - 레이블: 웨이크원, 스윙, 지니뮤직 - 포맷: CD, 디지털 다운로드                                           | 1              | 3              | 18             | 42             | 206,5**    | 396,102+ |
| DOUBLAST                                  | - 발매일: 2022년 6월 20일 - 레이블: 웨이크원, 스윙, 지니뮤직 - 포맷: CD, 디지털 다운로드                                          | 2              | 4              | 19             | 43             | 287,1**    | 353,401+ |
| TROUBLESHOOTER                            | - 발매일: 2022년 10월 13일 - 레이블: 웨이크원, 스윙, 지니뮤직 - 포맷: CD, 디지털 다운로드                                         | 2              | 6              | -              | 50             | 252,8**    | 267,476+ |
| LOVESTRUCK!                               | - 발매일: 2023년 4월 10일 - 레이블: 웨이크원, 스윙, 지니뮤직 - 포맷: CD, 디지털 다운로드                                          | 2              | 10             | 53             | -              | 169,0**    | 177,900+ |
| Magic Hour                                | - 발매일: 2023년 9월 25일 - 레이블: 웨이크원, 스윙, 지니 뮤직 - 포맷: CD, 디지털 다운로드                                         | 3              | 11             | -              | -              | 108,7**    | 108,700+ |
| TiPi-Tap                                  | - 발매일: 2024년 11월 1일 - 레이블: 클렙엔터테인먼트, 웨이크원, 지니 뮤직, 스톤뮤직엔터테인먼트 - 포맷: CD, 디지털 다운로드, PLVE | 6              | 16             | -              | -              | 142,069    | 157,202+ |
| "—" 표시는 차트에 진입하지 못함을 의미함. | |                |                |                |                |            |          |

### 싱글
일본
| 음반                                      | 정보                                                                       | 오리콘 앨범 차트 | 오리콘 앨범 차트 | 오리콘 앨범 차트 | 오리콘 앨범 차트 | 초동(주간) | 총판매량 |
| 음반                                      | 정보                                                                       | 일간             | 주간             | 월간             | 연간             | 초동(주간) | 총판매량 |
| ----------------------------------------- | -------------------------------------------------------------------------- | ---------------- | ---------------- | ---------------- | ---------------- | ---------- | -------- |
| FLY-UP                                    | - 발매일: 2022년 9월 7일 - 레이블: 소니 뮤직 - 포맷: CD, 디지털 다운로드   | 1                | 2                |                  |                  | 68,316     |          |
| FLY-BY                                    | - 발매일: 2023년 3월 15일 - 레이블: 소니 뮤직 - 포맷: CD, 디지털 다운로드  | 2                | 3                |                  |                  | 51,993     |          |
| FLY-HIGH                                  | - 발매일: 2023년 11월 22일 - 레이블: 소니 뮤직 - 포맷: CD, 디지털 다운로드 |                  |                  |                  |                  |            |          |
| "—" 표시는 차트에 진입하지 못함을 의미함. |                                                                            |                  |                  |                  |                  |            |          |

## 음반 외 목록

### 광고
- 2022년 S2ND 화장품 모델

### 화보
- 2021년 데이즈드 코리아 모델
- 2022년 <더스타> 모델

### 예능
- 주간아이돌
- 돌들의 침묵
- U+ 아이돌 Live 아돌라스쿨
- 2022년 2월 20일 KBS 1TV 《열린음악회》
- MBC 《미스터리 음악쇼 복면가왕》 - 패널(최유진, 마시로)
- 2022년 3월 31일 ~ 2022년 6월 2일 Mnet 《퀸덤 2》 - 참가자
- 2022년 6월 6일 tvN 《전설이 떴다 군대스리가》 - 게스트
- 2022년 6월 30일, 7월 7일 KBS 2TV 《주접이 풍년》 - 패널(김채현)
- 2022년 9월 9일, 12일 MBC 《추석특집 아이돌 스타 선수권 대회》 - 참가자
- 2022년 11월 24일 유튜브 《선미의 SHOW 터뷰》 - 게스트

## 수상 목록

### 가요 프로그램 1위
| 연도            | 수상 내역 (총 6회) |
| --------------- | --- |
| 2022년 (총 4회) | - WA DA DA (총 3회) - 1월 13일 Mnet 《엠카운트다운》 1위 - 1월 14일 KBS2 《뮤직뱅크》 K-Chart 1위 - 1월 20일 Mnet 《엠카운트다운》 1위 (2주 연속) - Up! (총 1회) - 7월 1일 KBS2 《뮤직뱅크》 K-Chart 1위 |
| 2024년 (총 2회) | - Shooting Star (총 1회) - 6월 12일 MBC M 《쇼 챔피언》 챔피언 송 - Tipi-Tap (총 1회) - 11월 12일 SBS M 《더 쇼 시즌7》 더 쇼 초이스                                                                     |

### 시상식
| 연도             | 수상 내역 (총 26회) |
| ---------------- | --- |
| 2022년 (총 13회) | - 5월 2일 《2022 브랜드 고객충성도 대상》 여자아이돌 부문 신인상 - 8월 25일 《2022 K 글로벌 하트 드림 어워즈》 K 글로벌 슈퍼루키상 - 10월 8일 《2022 더 팩트 뮤직 어워즈》 핫티스트상 - 10월 28일 《THE-K billboard Awards》 핫 루키상 - 11월 29일 제24회 《엠넷 아시안 뮤직 어워즈》 페이보릿 뉴 아티스트상 - 11월 30일 한국케이블TV방송협회 케이블TV 방송대상 스타상 (MZ 트렌드세터 가수 부문) - 12월 1일 《라인 뮤직 어워드》 라인 뮤직 트렌드 어워드 2022 (WA DA DA) - 12월 2일 《2022 더스타 어워즈》 올해의 루키상 - 12월 4일 《2022 대한민국 모델 대상》 라이징 스타상 - 12월 13일 《2022 아시아 아티스트 어워즈》 뉴웨이브상 - 12월 13일 《2022 아시아 아티스트 어워즈》 베스트 초이스상 - 12월 19일 제2회 《2022 엠넷 재팬 팬즈 초이스 어워즈》 올해의 루키상 - 12월 30일 제64회 《일본 레코드 대상》 특별상 |
| 2023년 (총 9회)  | - 1월 13일 제55회 《오리콘 차트 연간 랭킹 2022》 아티스트별 세일즈 부문 신인 랭킹 1위 - 1월 19일 제32회 《하이원 서울가요대상》 뉴웨이브 스타상 - 2월 11일 《30주년 한터뮤직 어워즈 2022》 올해의 루키상 (여성 아티스트) - 2월 18일 《써클차트 뮤직 어워즈》 디지털음원 부문 올해의 가수상 - 3월 10일 제37회 《일본 골드 디스크 대상》 베스트 3 뉴 아티스트 (아시아 부문) - 3월 10일 제37회 《일본 골드 디스크 대상》 송 오브 더 이어 바이 스트리밍 (아시아 부문) - 8월 30일 《2023 KM 차트》 2nd 시즌 베스트 루키상 - 11월 28일 제25회 《엠넷 아시안 뮤직 어워즈》 페이보릿 아시안 여자 그룹상 - 12월 14일 《2023 아시아 아티스트 어워즈》 아이콘상 |
| 2024년 (총 3회)  | - 2월 17일 《31주년 한터뮤직 어워즈 2023》 파퓰러 글로벌 그룹상 - 9월 7일 《2024 더 팩트 뮤직 어워즈》 글로벌 제너레이션상 - 11월 15일 제1회 《틱톡 어워즈 코리아 2024》 베스트 퍼포먼스상 |
| 2025년 (총 1회)  | - 1월 18일 《2024 슈퍼사운드 페스티벌》 올해의 여자그룹 퍼포먼스 부문 대상 |